# Balthus

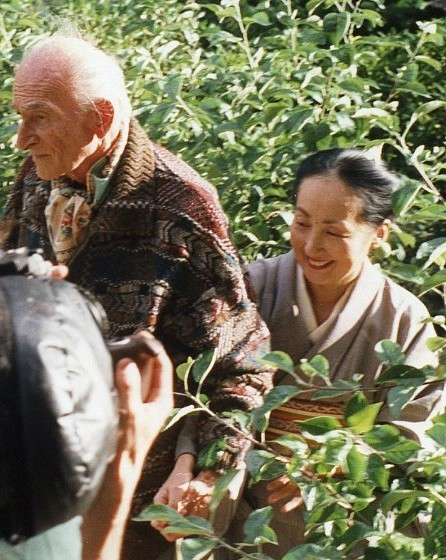
Balthus en zijn vrouw Setsuko Ideta

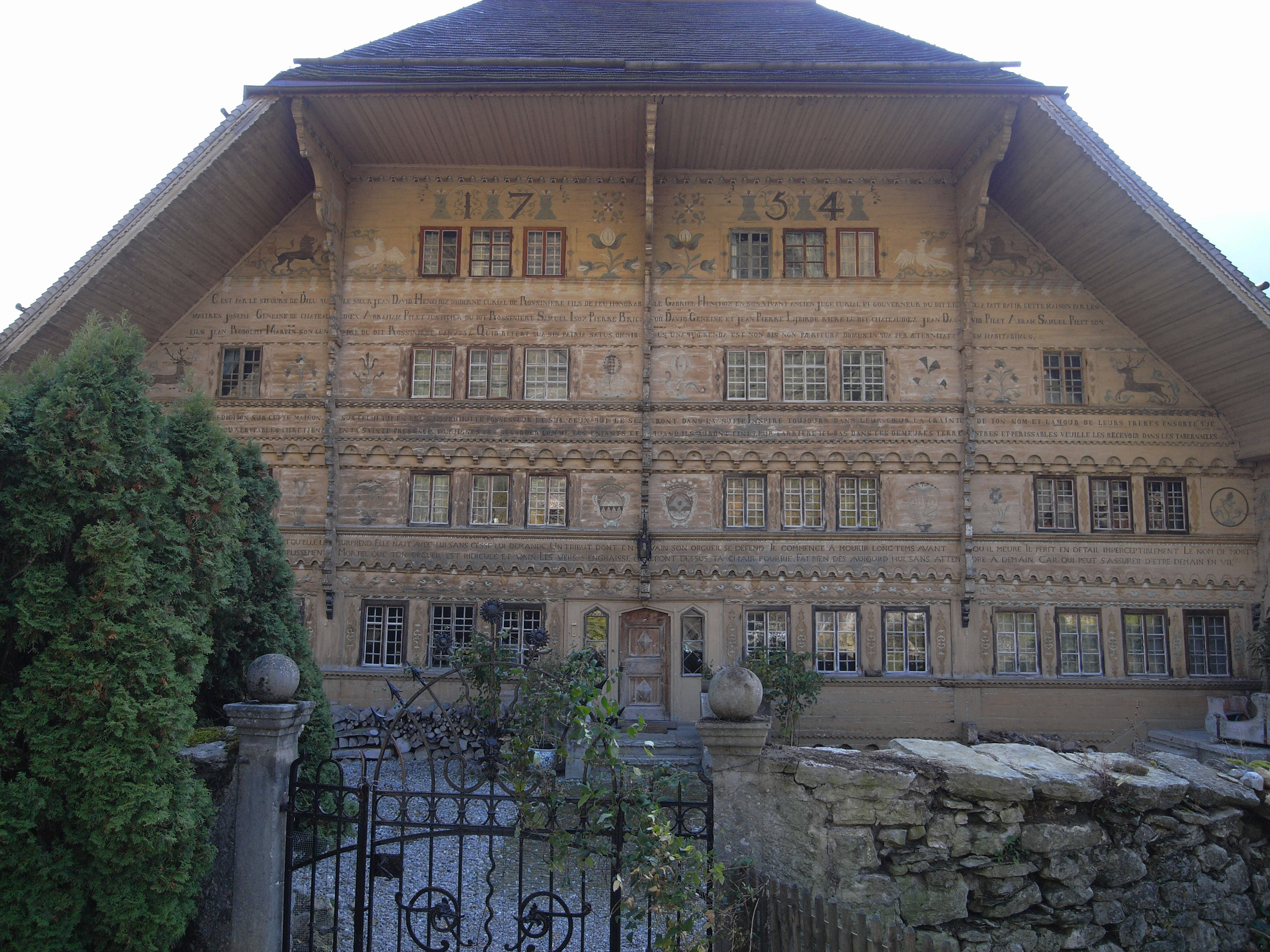
Balthus' chalet in Rossinière

Balthus (Parijs, 29 februari 1908 - Rossinière, 18 februari 2001), geboren als Balthasar Kłossowski, was een Franse kunstschilder die vooral bekend is van zijn schilderijen en tekeningen van pubermeisjes in geërotiseerde poses. De titel Count de Rolla gaf hij zichzelf.

## Afkomst en jeugd
Balthus' vader, Erich Klossowski, was een kunstschilder, kunsthistoricus en kunstverzamelaar. Ook zijn moeder Elizabeth Spiro, dochter van een Pools-joodse chazan, schilderde en wel onder de naam Baladine. In 1903 verliet het gezin Duitsland om zich in Parijs te vestigen. Toen de Eerste Wereldoorlog uitbrak vluchtte de familie en vestigde zich in Berlijn. In 1917 scheidden de ouders en trok Elizabeth met Balthazar en zijn jongere broertje Pierre naar Zwitserland waar zij een relatie had met de schrijver Rainer Maria Rilke.
Op elfjarige leeftijd tekende Balthus naar aanleiding van het overlijden van zijn kat Mitsou, een cyclus van veertig tekeningen, die in 1921 uitgegeven werden met een voorwoord van Rilke. Het jaar daarvoor had hij reeds een aantal illustraties gemaakt voor een Chinese roman. In datzelfde jaar keerde hij met zijn moeder terug naar Berlijn. In 1923 vestigden ze zich in Beatenberg. Daar, en in Parijs dat hij herhaaldelijk bezocht en waar hij zich na de dood van Rilke (1926) zou vestigen, begon zijn echte loopbaan als schilder.

## Werk
In 1929 werd een tiental van zijn werken tentoongesteld in een galerie in Zürich. In datzelfde jaar maakte hij een eerste versie van La Rue, de monumentale versie zou vier jaar later volgen.
In 1930 en 1931 diende Balthus in het Franse leger. In de jaren daarna zou hij de hoogtepunten van zijn werk realiseren, met onder meer Alice dans le miroir (1933), La Fenêtre (1933), La Leçon de guitare (1934) en La Jupe Blanche (1937). Vooral zijn erotische inslag en de koele stijl waren opmerkelijk. La Leçon de guitare ging daarin wellicht het verst: in een houding gelijkend op een Piëta draagt de lerares het lichaam van haar leerlinge op haar schoot, van wie de jurk is opgetrokken tot boven de navel, met een vinger alsof ze gitaar speelt nabij het geslacht van het meisje, dat op haar beurt de hand reikt naar de ontblote borst van de lerares. Het schilderij werd in 1934 gedurende enkele weken getoond in Galerie Pierre in Parijs, in een apart zaaltje dat met een gordijn was afgesloten. Daarna verleende Balthus gedurende veertig jaar geen toestemming meer het werk te exposeren of te reproduceren.
In 1937 trouwde Balthus met Antoinette de Watteville, die hij sinds haar twaalfde levensjaar (in 1924) kende. Ze kregen twee kinderen, het kwam tot een scheiding in 1946.
Ook tijdens en na de Tweede Wereldoorlog maakte Balthus nog erotisch getinte werken. Daartoe behoorden onder andere La Victime (1939-46), La Patience (1943), Les Beaux jours (1944-46), La Chambre (1947), Nu au chat (1948-50), Nu sur une chaise longue (1950) en een tweede La Chambre (1952-54). In geen ervan ging hij echter zo ver als in La Leçon de guitare. Balthus vervaardigde in deze periode ook vele portretten van mensen uit zijn omgeving en maakte vele tekeningen.
In 1953 vestigde hij zich in het Kasteel van Chassy, in de Morvan, waar hij acht jaar zou blijven. Uit die tijd dateren landschappen, stillevens, naakten en portretten, waaronder Le Rêve I (1955), Les Trois soeurs (1955) en La Sortie du bain (1957). In 1956 had hij een tentoonstelling in het Museum of Modern Art in New York.
Van 1961 tot 1977 was Balthus directeur van de Franse Academie in de Villa Medici in Rome. Door het vele werk dat deze baan met zich meebracht, hij was onder andere verantwoordelijk voor een grootscheepse renovatie, bleef er weinig tijd over om te schilderen maar hij maakte wel een groot aantal tekeningen. Vaak waren het naakten, waarvoor zijn jonge Japanse vrouw Setsuko Ideta model stond. Balthus had haar in 1962 ontmoet tijdens een reis naar Japan en het paar trouwde in 1967.
In 1977 trok Balthus zich terug in het Zwitserse Rossinière. Daar kwamen onder meer drie versies van Le Chat au miroir tot stand (1977-80, 1986-89, 1989-94) en tevens het onvoltooide schilderij Jeune fille à la mandoline (2000-01).
Balthus overleed in 2001 te Rossinière, kort voor zijn 93-ste verjaardag.

## Film
- Damian Pettigrew: Balthus Through the Looking Glass, 1996 (documentaire, 72 min.)